# Death Rally
Death Rally é um jogo eletrônico de corrida e combate de veículos desenvolvido pela Remedy Entertainment, publicado pela Apogee Software e distribuído pela GT Interactive. Foi lançado em 6 de setembro de 1996. No jogo, bastante elogiado pela crítica, o jogador começa com $495 em seu bolso e um carro básico chamado de Vagabond (baseado no Fusca), e deve competir em corridas mortais onde todos os carros possuem armas e ganham dinheiro conforme sua colocação nas corridas, obtendo bônus em dinheiro pelo cumprimento de missões. O objetivo do jogo é derrotar Adversary, o rei de Death Rally.
O jogo foi lançado gratuitamente para computadores com sistema operacional Windows no dia 20 de outubro de 2009 pela Remedy Entertainment. No dia 31 de março de 2011, o jogo foi lançado para dispositivos com o sistema iOS.